# Canned Heat (album)
Albums de Canned Heat
Boogie with Canned Heat
(1968)
Canned Heat, sorti en 1967, est le premier album de Canned heat. Il est sorti peu de temps après leur concert au Monterey Pop Festival, et est composé de reprises de chansons de blues. 
Canned Heat a été réédité sur CD en 1999 par le label français MAM Productions sous le titre de Rollin' and Tumblin'.

## Liste des chansons

### Face A
1. "Rollin' and Tumblin'" (Muddy Waters, Hambone Willie Newbern) – 3:11
2. "Bullfrog Blues" (Canned Heat) – 2:20
3. "Evil Is Going On" (Willie Dixon) – 2:24
4. "Goin' Down Slow" (James Oden) – 3:48
5. "Catfish Blues" (Robert Petway) – 6:48

### Face B
1. "Dust My Broom" (Robert Johnson, Elmore James) – 3:18
2. "Help Me" (Sonny Boy Williamson II) – 3:12
3. "Big Road Blues" (Tommy Johnson) – 3:15
4. "The Story of My Life" (Guitar Slim) – 3:43
5. "The Road Song" (Floyd Jones) – 3:16
6. "Rich Woman" (Dorothy LaBostrie, McKinley Millet) – 3:04

## Personnel
Canned Heat
- Bob Hite – chant
- Alan Wilson – guitare rythmique et slide, chant, harmonica
- Henry Vestine – guitare
- Larry Taylor – basse
- Frank Cook – batterie

Musicien supplémentaire
- Ray Johnson (frère de Plas Johnson) – piano[1]